# جان کرایر
جان کرایر (انگلیسی: Jon Cryer؛ زادهٔ ۱۶ آوریل ۱۹۶۵) یک هنرپیشه، و نویسنده اهل ایالات متحده آمریکا است. وی از سال ۱۹۸۴ میلادی تاکنون مشغول فعالیت بوده‌است.
از فیلم‌ها یا برنامه‌های تلویزیونی که وی در آن نقش داشته است می‌توان به دو مرد و نصفی، سوپرمن ۴: در جستجوی صلح، مرد مقدس، کوتوله‌ها، موعد مقرر، الاغ وارونه، بدون عشق‌بازی کوچک، شکنجه، زیبا در لباس صورتی و خونسرد باش اشاره کرد.